# 織田信雄
織田信雄（日语：／ Oda Nobukatsu，1558年—1630年6月10日）是日本安土桃山時代、江戶時代的武將、大名。織田信長的次男。出家以後號為常真。幼名叫茶筅丸（因為頭髪像茶筅一樣而命名）。在繼承北畠家的時期曾使用北畠具豐、北畠信意之名，尊稱御本所。兒子有織田秀雄、織田高雄、織田信良、織田高長、織田信為、織田良雄。

## 生平

### 出生
相傳織田信孝比他早幾天出生，但信孝之母只是侍女，於是信雄便成為次男，而信孝為三男。信雄的母親生駒吉乃雖然也是側室，但因受到信長的寵愛，近乎於正室，其地位遠高於侍女出身的信孝之母。

### 繼承北畠氏
1570年，其父织田信長進攻北畠時，以他迎娶北畠具教之女，並作為北畠具房養嗣子，為議和的條件。1572年元服，改名北畠具豐（日语：／ Kitabatake Tomotoyo），並娶具房之妹千代御前（雪姬）為妻。1575年，成為北畠家家督，改名北畠信意（日语：／ Kitabatake Nobuoki）。但信長認為北畠通謀於武田家，命他將北畠具教一家滅族，是為三瀨之變，其妻千代御前亦自殺身亡，從此信雄完全取得北畠的勢力。
在他叫做北畠信意的時代，曾經因為沒有得到信長允許就進攻伊賀，不但慘敗，後來還遭到信長的斥責。由這樣的事跡來看，他顯然不擅長戰事。1582年的本能寺之變以後，在清州會議時他被任命為三法師的保護人，從此改回本姓織田。

### 臣服秀吉與改易
1583年時，柴田勝家與羽柴秀吉相爭，他站在秀吉這邊，攻擊身在岐阜城、當初與他因繼承人之爭而不睦的弟弟織田信孝，後來信孝投降自殺。
但是在柴田勝家死後，信雄與急速得到勢力的羽柴秀吉為了織田氏後繼者的立場而對立，甚至以與秀吉串通為理由殺害重臣津川義冬、岡田重孝、浅井長時等三人，並為此向德川家康求助，也因此掀起了小牧長久手之戰。
因為信雄與家康的聯軍有戰術性的優勢，與具有壓倒性戰力的秀吉不相上下，形成僵局。原本戰況對信雄與家康聯軍有利，但最後信雄卻私下接受秀吉對他單獨開出的和談條件，背叛家康而與秀吉講和。以後隸屬於秀吉，並參與對佐佐成政的四國征伐與九州征伐。1587年的九州征伐以後，成為內大臣。
1590年的小田原征伐後，因為拒絕移封到駿河國而激怒秀吉，於是被除去封國，並且被交付給常陸國的佐竹氏看管，從此剃髪並改號常真。翌年，又被送到出羽國，交由秋田實季監視，住在山本郡天瀨川村。之後，陸續被轉送到伊勢朝熊、伊豫等地。
1592年的文祿之役時，得到羽柴秀吉的赦免，被加封他為相伴眾。為此，給了他若干領土。同時其長男秀雄也被召見，賜與他越前龜山五萬石。

### 回到大名行列
在1600年的關原之戰裡，信雄的動向並不是很清楚。他一方面有支持石田三成的動作，卻又一面將畿內情報送給德川家康。或許因為他一直待在大坂不動，被認為是傾向西軍，因而在戰後導致俸祿全被沒收。之後他在豐臣家任官，1614年大坂冬之陣開戰前信雄倒戈到德川家。當時，世間曾經流傳著信雄可能會是豐臣方面總大將的謠言。戰後德川家康恢復信雄大名的身份，因此有人推測他是德川家安插在大坂城內的間諜。不過也有說法認為回復信雄大名身分是家康看在昔日主君織田信長的面子上，讓其家名延續的手段。
1615年，德川家授予信雄上野國甘樂郡兩萬石、大和國宇陀郡三萬石。晩年他居住在京都，過完悠遊自得的一生。法名德源院實嚴常真，墓在東京都練馬區的廣德寺。他被認為是能劇名人，也以茶人的身份進行活動。織田信雄的四男織田信良後來成為天童藩之祖，而五男織田高長則是柏原藩之祖。織田信雄是織田信長的兒子中唯一一個成功以大名的姿態活到江戶時代，而他的子孫也存續至今。

## 後世的評價
在戰術方面，他在進攻伊賀時大敗；在戰略方面，他在小牧長久手之戰時單獨與敵人講和；在政治方面，他拒絕轉封領地。這些事跡都顯示出他不斷做出失策的事。此外在本能寺之變時，有說法認為放火將安土城燒掉的就是信雄本人，理由是因為信雄對於父親非常不滿。但還有一種說法是信雄是為了逼出躲在安土城中的明智軍殘黨才決定燒城。（但是當時信雄正與伊勢的諸勢力起衝突，因此對於信雄燒安土城的說法也有人持否定的態度）。
基於以上的種種理由，信雄被評為愚蠢庸碌之人。但諷刺的是也正是因為他的平庸，才能在織田家沒落後活下來並將信長的血脈傳承到今日，只能說造化弄人。另外信雄雖然在政治和軍事上不行，但在文化素質上可稱得上為當代的茶道及能劇名人，另外內政上沒有見到內亂的紀錄。

## 登場作品
小説
- 狂気の父を敬え（1998年、新潮社、作：鈴木輝一郎）
- 虚けの舞―織田信雄と北条氏規（2006年、彩流社、作：伊東潤）

舞台劇
- 歌劇ANZUCHI（2023年、作：市川森一、演：沢田研二）

影視劇
- 女太閤記（1981年、NHK大河劇、演：長塚京三）
- 秀吉（1996年、NHK大河劇、演：西川忠志（幼少期：飯塚恭平））
- 葵德川三代（2000年、NHK大河劇、演：清水幹生）
- 功名十字路（2006年、NHK大河劇、演：大柴邦彦）
- 怎麼辦家康（2023年、NHK大河劇、演：濱野謙太）

電影
- 清須會議（日语：清須会議 (電影)）（2013年、演：妻夫木聰）
- 忍びの国（日语：忍びの国）（2017年、原作：和田龍、演：知念侑李）
- 首（日语：首 (北野武)#映画）（2023年、演：坂東龍汰）

| 織田信雄                           |                                  |                                    |
| 官衔                               |                                  |                                    |
| 空缺上一位持有相同頭銜者：豐臣秀吉 | 內大臣 1587年12月18日－1590年9月 | 空缺下一位持有相同頭銜者：豐臣秀次 |
| 前任： 福島高晴                    | 宇陀松山藩藩主 1615年－1630年    | 繼任： 織田高長                    |